# Burg Poding
Die Burg Poding ist eine abgegangene Höhenburg auf 840 m ü. NHN am Abhang des Stadlberges auf der Flur Auf der Leiten oder Bergerburgstall, südlich von Miesbach etwa 500 Meter östlich der Pfarrkirche St. Agatha im Gemeindeteil Agatharied der Gemeinde Hausham im Landkreis Miesbach in Bayern. Die Anlage wird als Bodendenkmal unter der Aktennummer D-1-8236-0002 als „Burgstall des hohen und späten Mittelalters (‚Poding‘)“ geführt. 
Von der ehemaligen Burganlage in Spornlage, die im Osten durch einen drei Meter tiefen Halsgraben gesichert war, sind noch Geländespuren erhalten.